# Savica (ime)
Savica je žensko osebno ime.

## Izvor imena
Ime Savica je različica ženskega osebnega imena Sava.

## Pogostost imena
Po podatkih Statističnega urada Republike Slovenije je bilo na dan 31. decembra 2007 v Sloveniji število ženskih oseb z imenom Savica: 52.